# Andronic Paléologue (despote de Thessalonique)
Pour les articles homonymes, voir Andronic Paléologue.
Andronic Paléologue (1400-1428) est un des fils de l'empereur Manuel II Paléologue. En tant que membre de la famille impériale, il obtient le titre de despote et devient gouverneur de Thessalonique au début du XVe siècle. À cette date, l'Empire ottoman est divisé entre les fils de Bayezid Ier à la suite de la bataille d'Ankara en 1402 et le dirigeant de la partie européenne de l'Empire ottoman, Soliman, accepte de rendre certains territoires à l'Empire byzantin dont la ville de Thessalonique. Toutefois, lorsqu'en 1422 Byzance tente de soutenir un opposant à l'empereur Mourad Ier, ce dernier riposte en tentant de s'emparer de Constantinople sans réussite. Il se retourne alors contre Thessalonique, la deuxième ville de l'empire, qu'il assiège.
Si la ville parvient à tenir grâce à ses murailles et aux liaisons maritimes, les conditions de vie sont difficiles et Andronic n'a pas les moyens de défendre la ville contre les Ottomans. En 1423, il décide de céder la ville aux Vénitiens sur la base d'un traité dans lequel les Vénitiens s'engagent à assurer le bien-être de la population et à défendre la cité. Après cet accord, Andronic quitte la ville et part pour la Morée avec son fils Jean. Il se fait moine et meurt en 1427. Une chronique vénitienne mentionne un projet selon lequel Andronic aurait tenté de s'allier avec les Turcs pour reprendre la ville avant de se faire arrêter par les Vénitiens qui l'auraient exilé. Néanmoins, il s'agit là d'une information fausse.